# Pinnotherelia laevigata
Pinnotherelia laevigata is een krabbensoort uit de familie van de Pinnotheridae. De wetenschappelijke naam van de soort is voor het eerst geldig gepubliceerd in 1843 door H. Milne Edwards & Lucas.